# As Hoved
As Hoved er en halvø, og det østligste punkt i det tidligere Bjerre Herred (Hedensted Kommune), som udgør landskabet mellem Horsens- og Vejle Fjord. Halvøen, der ligger ud for landsbyen Hosby, med herregården Palsgård, er mod øst dækket af As Hoved Skov, og ender med en cirka 10 m høj kystklint, der med med aflejringer fra tre istider er kategoriseret som Værdifuldt geologisk område af By og Landskabsstyrelsen. På nordsiden af halvøen findes rester af et voldsted fra middelalderen.